# Herman Mennekens
Herman Mennekens (Vilvoorde, 15 mei 1972) is een gewezen Belgisch politicus voor Open Vld en projectverantwoordelijke bij de Liberale Mutualiteit MUTPLUS.be.

## Levensloop
Hij doorliep zijn secundaire schooltijd aan het Koninklijk Atheneum Laken en het Koninklijk Atheneum Molenbeek. Vervolgens studeerde hij aan de Vrije Universiteit Brussel (VUB). In 1996 studeerde hij af als licentiaat Politieke Wetenschappen. Zijn eindwerk wijdde hij aan 'De politiek-filosofische aspecten van de art-nouveaubeweging', meer bepaald aan de invloed van de Engelse kunstenaar en filosoof William MORRIS op het jonge werk en denken van de Belgische architect Henry Van de Velde. Later behaalde hij tevens het Pedagogisch Bekwaamheidsdiploma aan het Instituut COOVI te Anderlecht.
Hij begon zijn politieke loopbaan als parlementair medewerker van Brussels volksvertegenwoordiger Guy Vanhengel. Toen Guy Vanhengel voorzitter van de Raad van de Vlaamse Gemeenschapscommissie werd, werd Herman Mennekens zijn kabinetschef. Hij werd tevens verkozen tot voorzitter van Open Vld Jette en later van Open Vld Brussels Hoofdstedelijk Gewest.
Van 2009 tot 2011 en van 2013 tot 2014 zetelde hij in het Brussels Hoofdstedelijk Parlement als opvolger van Guy Vanhengel en van Jean-Luc Vanraes. Van 2004 tot 2012 was hij gemeenteraadslid in Jette voor Open Vld. De jaren voordien was hij adjunct-kabinetschef en vervolgens kabinetschef van Brussels minister van Begroting, Financiën Externe Betrekkingen en voorzitter van het College van de Vlaamse Gemeenschapscommissie Guy Vanhengel. In 2014 zette Herman Mennekens een punt achter zijn politieke loopbaan. 
Herman Mennekens was van jongs af aan actief betrokken bij de werking van de Koninklijke Toneel- en Taalkring De Violier Jette, die opgericht werd in 1908 door zijn overgrootvader Jef Mennekens sr. 
Herman Mennekens was medestichter van de theaterwerking voor jongeren 'Violirum Tremens' en actief in de kinderwerking 'De Violiertjes' en de jongerenwerking 'De Violier-Juniors'. Hij legde zich hierbij sterk toe op regie, drama en dichtkunst. Hij schreef tal van dialogen, eenakters en andere theaterteksten, voornamelijk voor kinderen en jongeren. Voor zijn verdiensten voor het Nederlandstalig amateurtheater in Brussel werd Herman Mennekens, in de voetsporen van zijn ouders Mimi en Jef Mennekens, opgenomen als Ridder in de Orde van het Gulden Masker. Op initiatief van het Willemsfonds publiceerde hij tevens eigen dichtwerk in een reeks van drie bundels 'Vers in Brussel'.
Hij werd tevens voorzitter van het Willemsfonds Jette, ondervoorzitter van het Willemsfonds Brussels Hoofdstedelijk Gewest en voorzitter van de mutualistische vzw De Vrede te Jette. Hij is onder andere gewezen bestuurder van de Brusselse Gewestelijke Huisvestingsmaatschappij, vzw BRONKS en vzw De Stadskrant. Na zijn parlementaire loopbaan werd hij  commissaris van de Vlaamse Regering in de vzw Kaaitheater, bestuurder van het Liberaal Archief LIBERAS te Gent, bestuurder en secretaris van de asbl Clarté-Puukri (een niet-gouvernementele organisatie actief in Burkina Faso), lid van de algemene vergadering van de vzw Archief en Museum van het Vlaams Leven te Brussel (AMVB) en raadgever in de algemene vergadering en de raad van bestuur van de LM MUTPLUS.be.

## Publicaties
- Vlaams, Sociaal, Liberaal - Kort Historisch Overzicht. Herman Mennekens, Johan Basiliades, Kurt Deswert.
- De Koninklijke Toneel- en Taalkring De Violier 100 jaar.
- Hugo Claus, een zachte hommage
- Liberale Mutualiteit van Brabant 1913-2013 - 100 jaar actieve solidariteit en dienstverlening. Herman Mennekens en Pascal Duchene.
- Vers uit Brussel 1 - Nederlandstalige gedichten uit de hoofdstad. Herman Mennekens en Kurt Deswert (red.)
- Een kwestie van splinters - Vers uit Brussel 2. Herman Mennekens en Kurt Deswert (red.)
- Ruis op het landschap - Vers uit Brussel 3. Herman Mennekens en Kurt Deswert (red.)

- Gemeinsame Normdatei: 1060856239
- Virtual International Authority File: 311594933